# Lista typów okrętów podwodnych Royal Navy

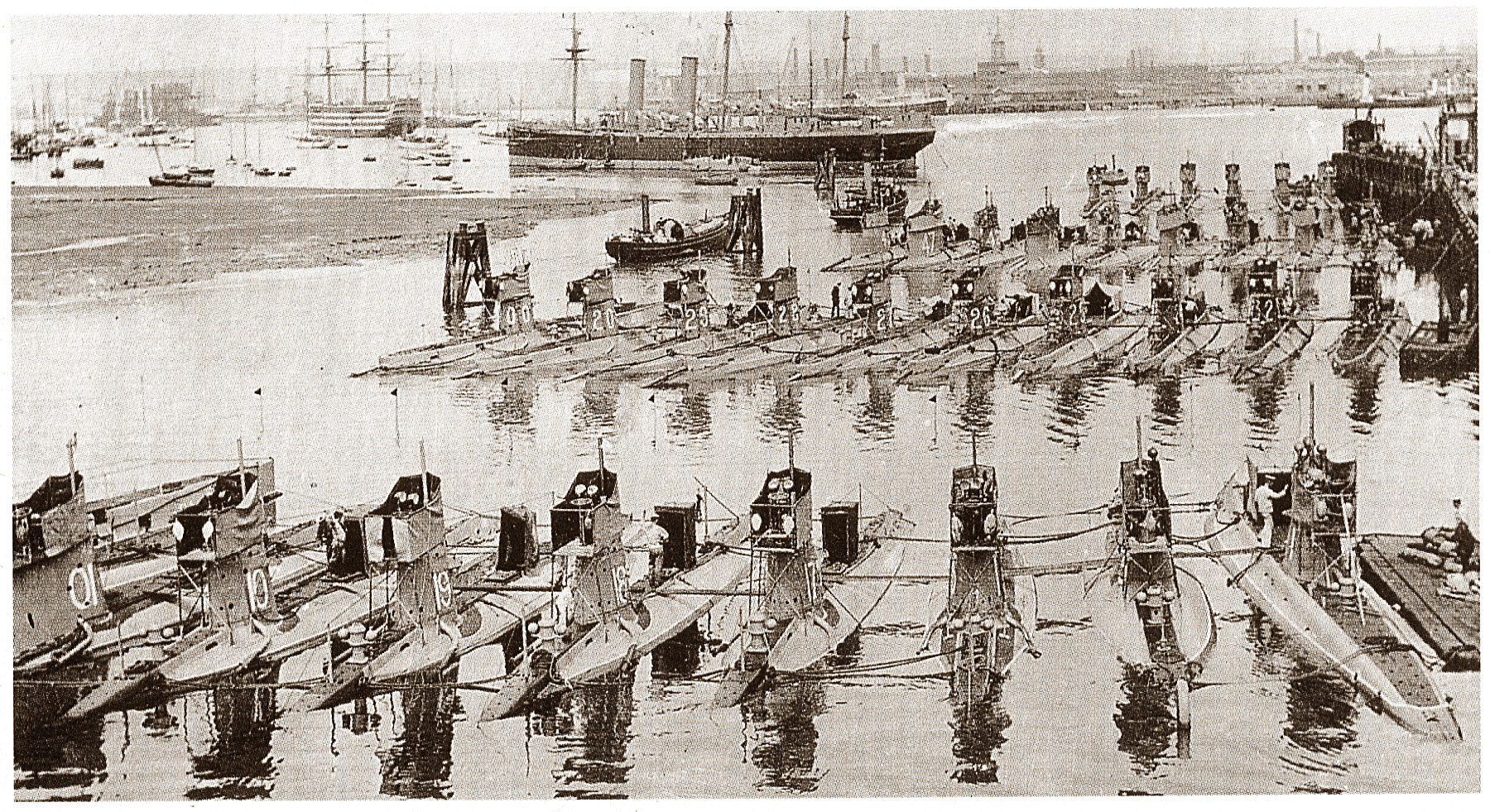
Okręty podwodne Royal Navy w pierwszej dekadzie XX wieku.

To lista typów okrętów podwodnych Zjednoczonego Królestwa. Podano datę konstrukcji.

## Benzynowo-elektryczne
- typ Holland – 5 okrętów, 1901-1902[1]
- typ A – 13 okrętów, 1902-1905[1]
- typ B – 11 okrętów, 1904-1906[2]
- typ C – 38 okrętów, 1906-1910[2]

## Dieslowsko-elektryczne
- typ D – 8 okrętów, 1908-1912[2]
- typ E – 58 okrętów, 1912-1916[3]
- typ F – 3 okręty, 1913-1917[4]
- typ S – 2 okręty, 1914-1915[5]
- typ V – 4 okręty, 1914-1915[4]
- typ W – 4 okręty, 1914-1915[4]
- typ G – 14 okrętów, 1915-1917[6]
- typ H – 44 okrętów, 1915-1919[7]
- typ J – 7 okrętów, 1915-1917[8]
- typ M – 3 okręty, 1917-1918[7]
- „Nautilus” – 1 okręt, 1917[6]
- typ L(inne języki) – 34 okrętów, 1917-1919[9]
- typ R – 12 okrętów, 1918[10]
- X1 – 1 okręt, 1921[11]
- typ Oxley – 2 okręty, 1926[12]
- typ Odin – 6 okrętów, 1928-1929[12]
- typ Parthian – 6 okrętów, 1929[13]
- typ Rainbow – 4 okręty, 1930[13]
- typ S – 62 okręty (podtypy Swordfish 4, Shark 8, Seraph 33, Subtle 17), 1931-1945[14]
- typ Thames – 3 okręty, 1932[15]
- typ Grampus(inne języki) – 5 okrętów, 1935-1938[16]
- typ T – 52 okręty (podtypy Triton 15, Tempest 15, Taciturn 22), 1937-1945[17]
- typ Undine – 3 okręty, 1937-1938[18]
- typ P611 – 4 okręty, 1940[19]
- typ Umpire – 46 okrętów, 1940-1943[18]
- typ Vampire – 22 okręty, 1943-1944[20]
- typ Amphion – 16 okrętów, 1945-1947[21]
- typ Explorer – 2 okręty, 1954-1955[22]
- typ Stickleback – 4 okręty, 1954-1955[22]
- typ Porpoise – 8 okrętów, 1956-1959[23]
- typ Oberon – 13 okrętów, 1959-1966[24]
- typ Upholder – 4 okręty, 1990-1994[25]

## Miniaturowe okręty
- typ Welman[26]
- typ X[27]
- typ XE[27]

## Parowo-elektryczne
- „Swordfish” – 1 okręt, 1916-1922[6]
- typ K – 22 okręty, 1916-1919[28]

## Okręty o napędzie nuklearnym

### Prototypy lądowe
- HMS „Vulcan” PWR 1 (Dounreay Submarine Prototype 1) 1965-1984
- HMS „Vulcan” PWR 2 (Nabrzeżne Urządzenie Testowe) 1987-obecnie

### Okręty Floty
- „Dreadnought” – jeden okręt, 1960[23]
- typ Valiant – 2 okręty, 1963-1965[24]
- typ Churchill – 3 okręty, 1968-1970[24]
- typ Swiftsure – 6 okrętów, 1971-1979[29]
- typ Trafalgar – 7 okrętów, 1981-1991[25]
- typ Astute – 7 okrętów (plan), 2010 – obecnie[30]

### Okręty z pociskami balistycznymi
- typ Resolution – 4 okręty[29]
- typ Vanguard – 4 okręty, 1992-1999[31]